# Крилов Олександр Володимирович
Олекса́ндр Володи́мирович Крило́в — сержант Збройних сил України.

## Бойовий шлях
У складі групи був направлений під Донецький аеропорт — для слідкування за безпекою повітряного простору. У часі загострення боїв надійшов наказ — евакуювати техніку повітряних сил, аби терористи її не захопили, зголосилися добровольці, серед яких був прапорщик Максим Гриценко, сержант Крилов, солдат Олег Пупков. До місця призначення — за 70 кілометрів — виїхали автомобілем КрАЗ-255, дорогою їх обстрілювали терористи, необхідно було вивезти КрАЗ та 2 «Урали». Дорогою назад колону з 15 автомобілів знову обстрілювали терористи — протягом 4 кілометрів, перебували в посадках на відстані до 200 метрів від дороги. Поцілили лише по автомобілю солдата Олега Пупкова, який їхав передостаннім. Сержант Олександр Крилов зупинив автомобіль. ЗІЛ, що їхав останнім та прикривав їх, зупинився на кілька секунд біля підбитого КаАЗа та підібрав вояків. Однак уже через 300 метрів терористи підбили й ЗІЛ, який на той час відстав від колони. Вистрибнувши, пробиралися посадкою під кулями, групу вів старшина, що мав досвід війни в Афганістані. Група пройшла 10 км до безпечної зони під обстрілом.
Загалом група добровольців внаслідок рейду змогла евакуювати 50 українських вояків.

## Нагороди
За особисту мужність і героїзм, виявлені у захисті державного суверенітету та територіальної цілісності України, вірність військовій присязі під час російсько-української війни нагороджений орденом «За мужність» III ступеня (27.11.2014).